# 二重向量

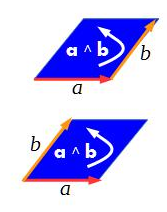
向量外積與二重向量

在幾何中，以一般化的觀點來說，标量是零維的幾何量，向量是一維的有向幾何量，依此類推，我們可以有二維的有向幾何量。幾何代數中的外代數（exterior algebra）採用了這個一般化的觀點定義了二重向量（bivector）。一個二重向量亦即二維的有向幾何量，它是一個有向面積。
二重向量是使用外積（exterior product）來產生的：令 a 與 b 為向量，它們的外積 a ∧ b 即為一個二重向量，代表由 a 與 b 圍成的平行四邊形面積，其方向為 a 到 b 的時針方向。所以，外積是反對稱的，a ∧ b 的方向恰與 b ∧ a 相反。另外，a ∧ a 是一個「零二重向量」。
有時候，三維的二重向量被拿來當作一種偽向量。
二重向量与二维的复数以及三维的伪向量和四元数相关。 它们可用于生成任意维度的旋转，并且是对此类旋转进行分类的有用工具。

## 歷史
德國數學家赫爾曼·格拉斯曼於1844年的《線性外代數》論文中，將二重向量以二向量外積的方式介紹出來。同時期，愛爾蘭數學家威廉·哈密頓於1843年發表了四元數。1888年，英國數學家威廉·金頓·克利福德結合二者並發表了克利福德代数，二重向量才被完整的了解，而成為今日的面貌。